# Тунгатарова, Кулай
Кула́й Тунгата́рова (каз. Күләй Түнғатарова, 1918 год, село Луговое, Туркестанский край — дата и место смерти неизвестны) — колхозница, звеньевая колхоза «Бельбасар», Герой Социалистического Труда (1948).

## Биография
Родилась в 1918 году в селе Луговое (сегодня — Кулан, Рыскуловский район, Жамбылская область, Казахстан). В 1941 году вступила в колхоз «Бельбасар» Джамбулской области. Первоначально трудилась рядовой колхозницей. В 1943 году была назначена звеньевой свекловодческого звена.
В 1945 году свекловодческое звено под руководством Кулай Тунгатаровой собрало по 125 центнеров сахарной свеклы вместо запланированных 103 центнера. В 1946 году было собрано по 130 центнеров вместо плана 110 центнеров. В 1947 году звено собрало по 500 центнеров вместо плана в 220 центнеров. За этот доблестный труд была удостоена в 1948 году звания Героя Социалистического Труда.

## Награды
- Герой Социалистического Труда (1948);
- Орден Ленина (1948).
- Медаль «За доблестный труд в Великой Отечественной войне 1941—1945 гг.».